# Southall (Royaume-Uni)
Pour les articles homonymes, voir Southall.
 (février 2014).
Si vous disposez d'ouvrages ou d'articles de référence ou si vous connaissez des sites web de qualité traitant du thème abordé ici, merci de compléter l'article en donnant les références utiles à sa vérifiabilité et en les liant à la section « Notes et références ».

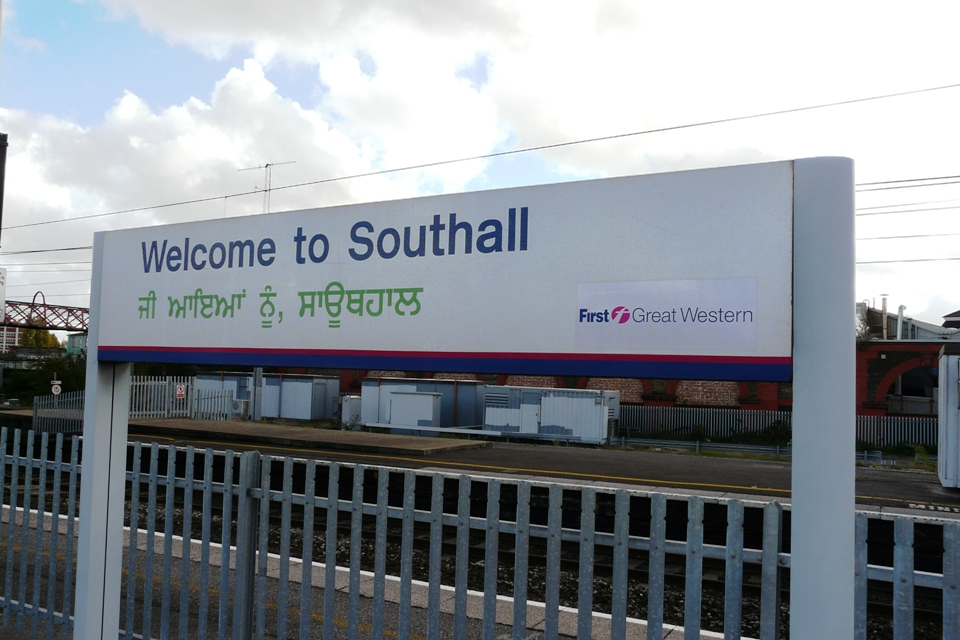
Bienvenue à Southall en anglais et pendjabi, à la gare.

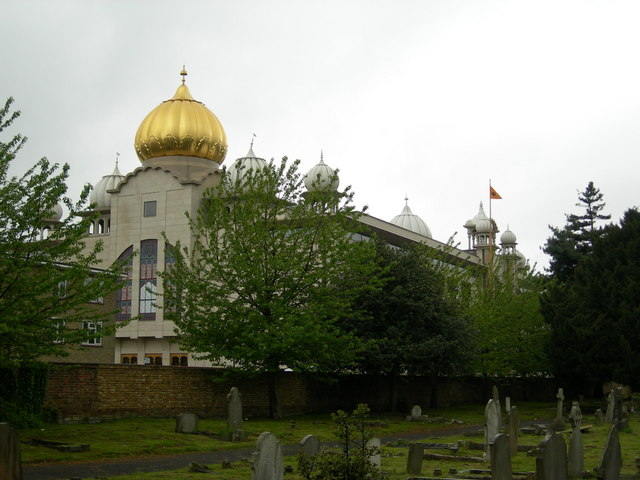
Le Gurdwara Sri Guru Singh Sabha en Southall.

Southall est un très grand quartier de la banlieue ouest de Londres, en Angleterre, et une partie du borough londonien d'Ealing, situé exactement à 17,2 km (10,7 miles) à l'ouest de Charing Cross et à quelques kilomètres de l’aéroport d'Heathrow. Ses voisins sont Yeading, Hayes, Hanwell, Heston, Hounslow, Greenford et Northolt. Cette zone est identifiée sur le plan de Londres comme l’un des 35 grands centres urbains du Grand Londres.
Quartier situé sur le Grand Union Canal, un des derniers canaux à générer un important trafic commercial dans les années 1950 et toujours ouvert à la circulation et utilisé par les embarcations de plaisance aujourd'hui, Southall jouit de cette attractivité.
On le surnomme fréquemment Little India parce qu’il abrite près de 40 000 personnes d'origine indienne et pakistanaise dans cette partie de Londres riche en cultures de ces régions, parfait exemple du multiculturalisme connu et reconnu de Londres et contribuant à faire de la capitale britannique une des plus multiculturelles qui soit. Le quartier est ainsi une des attractions les plus populaires de Londres pour les touristes souhaitant découvrir les diverses cultures de la ville.
Les produits traditionnels d'Asie du Sud vendus dans Little India sont populaires auprès de très nombreux acheteurs, quelle que soit leur culture. On y trouve de très nombreux restaurants sud-asiatiques, des magasins de vêtements et de bijoux, des marchés. Southall possède aussi un des gurdwaras les plus grands d'Europe, le Gurdwara Sri Guru Singh Sabha.

## Histoire
À l'origine, Southall était un village dans le comté du Middlesex, dont il constitua un des borough de 1891 à 1965, avant de devenir une partie du Grand Londres et du borough d'Ealing. L'ancienne mairie, édifiée en 1897, y est encore en usage.
Un des lieux d'intérêt de Southall est son vieux manoir du XVIe siècle. Son jardin, ouvert au public, abrite un mûrier dont on dit qu'il a été planté par le roi Henri VIII.
Le Grand Junction Canal, plus tard renommé Grand Union Canal, y est ouvert en 1796. Le 1er mai 1839, une gare ferroviaire est inaugurée à proximité de Southall, sur la ligne principale de la Great Western Railway desservant la région. Avec le canal et le chemin de fer, Southall devint une zone industrielle dont la population augmenta rapidement au début du XXe siècle. Une des industries importantes de Southall était la construction d'autobus par la compagnie Associated Equipment Company, fabricant du célèbre Routemaster, dont l'usine principale était située à Southall de 1926 jusqu'à sa fermeture en 1979.
Durant la Seconde Guerre mondiale, toute la région fut plusieurs fois bombardée par la Luftwaffe qui visait son potentiel industriel et Southall ne fit pas exception.
Dans les années 1950 et 1960, des immigrés d'Inde et du Pakistan attirés par l'emploi des industries locales commencèrent à s'installer à Southall, lui apportant la culture sud-asiatique qui le caractérise de nos jours.

## Démographie
- Européens : 37,6 %
- Africains : 8,9 %
- Asiatiques : 47,8 %
- Mixtes : 2,8 %
- Autres : 2,9 %

Code postale de Southall : UB

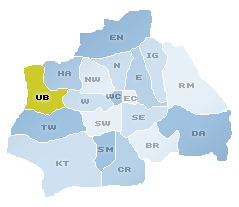
Carte des codes postaux de Londres.
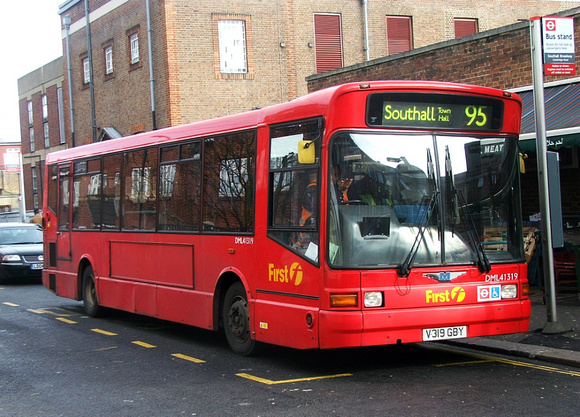
Le bus pour Southall.
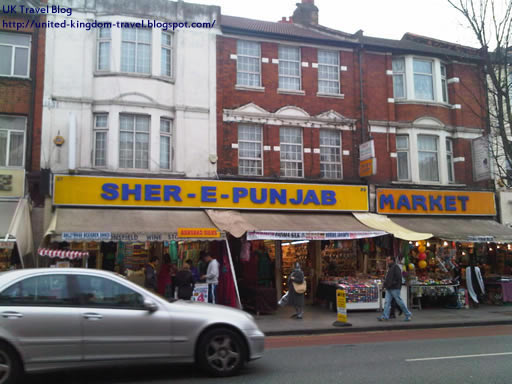
Magasin Punjabi.
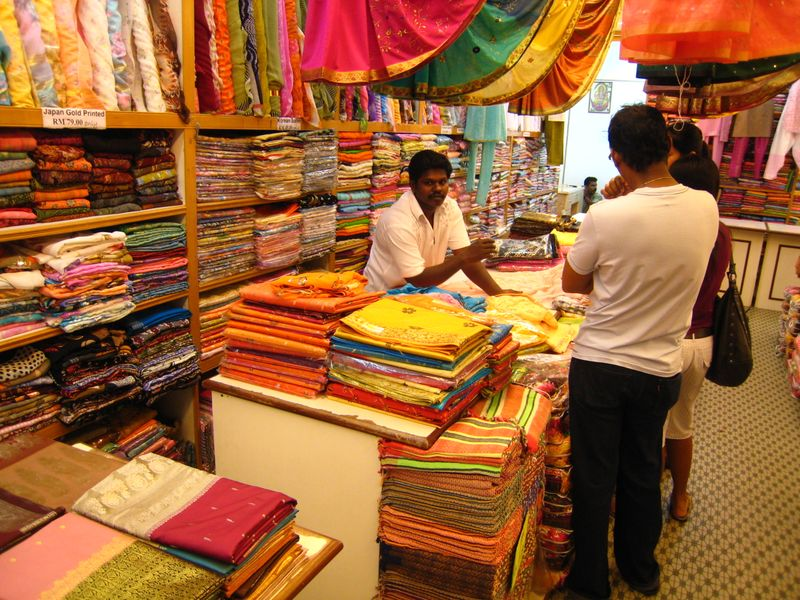
Magasins de vêtements indiens.
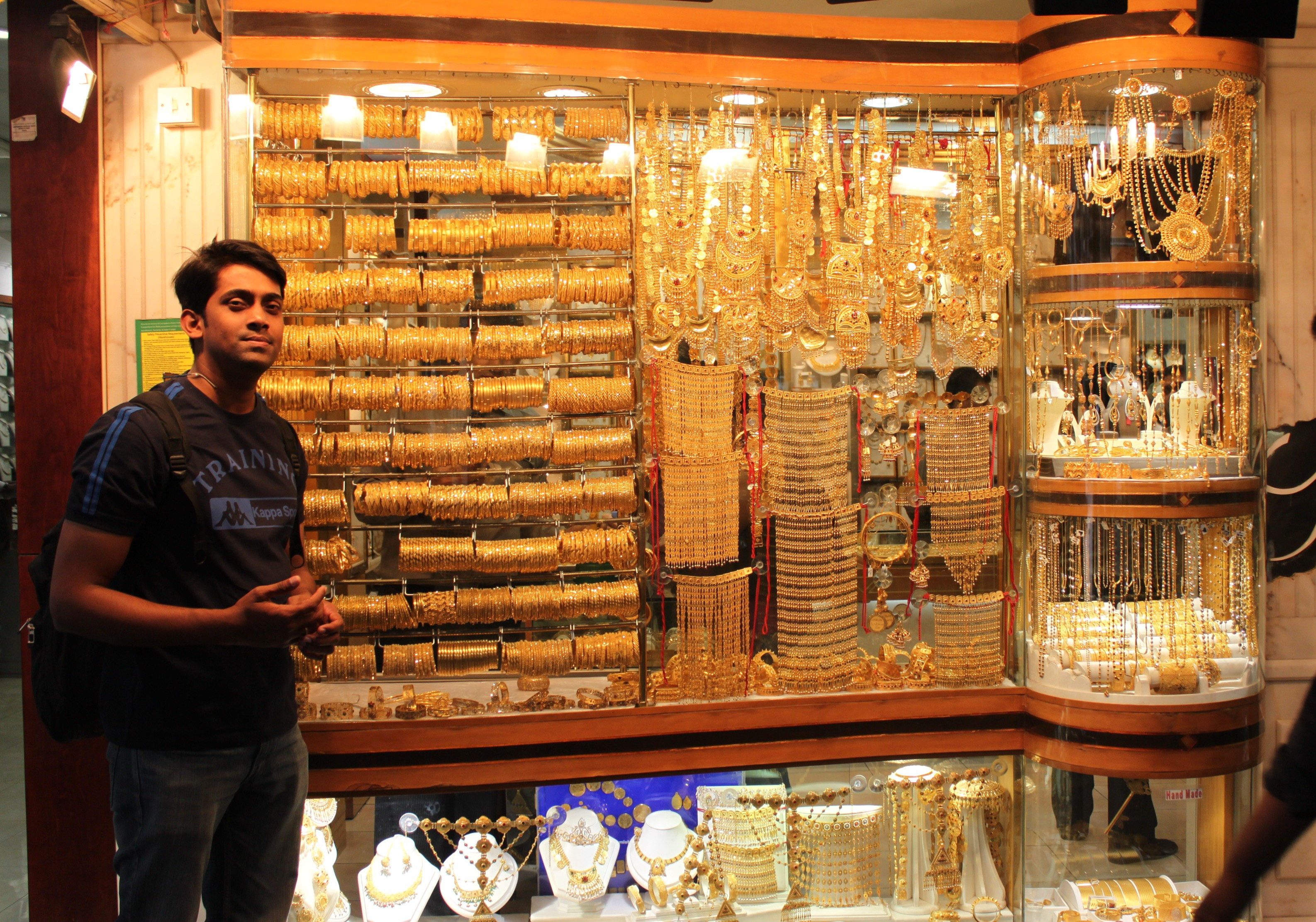
Magasins de bijoux indiens.